# Doble Bragado de 2000
La 64ª edición de la Doble Bragado se disputó desde el 23 hasta el 28 de marzo de 1999, constó de 7 etapas de las cuales una fue contrarreloj individual con una distancia total acumulada de 786 kilómetros.
El ganador fue Walter Pérez y fue escoltado en el podio por Sebastián Quieroga quien se adjudicó el 2.º puesto y el tercer puesto fue para el entrerriano Gonzalo Salas.

## Equipos participantes
Participaron 108 ciclistas, de los cuales finalizaron 95.

## Etapas
| Etapa | Fecha        | Recorrido                    | km       | Ganador            | Líder             |
| 1.ª   | 1 de febrero | General Rodríguez - Mercedes | 90       | Rubén Bongiorno    | Rubén Bongiorno   |
| 2.ª   | 2 de febrero | Mercedes - Chivilcoy         | 137      | Roberto Prezioso   | Ángel Dario Colla |
| 3.ª   | 3 de febrero | Chivilcoy - 25 de Mayo       | 155      | Ángel Dario Colla  | Ángel Dario Colla |
| 4.ª   | 4 de febrero | 25 de Mayo - Bragado         | 140      | Alejandro González | Roberto Prezioso  |
| 5.ª   | 5 de febrero | Bragado                      | 12 (CRI) | Juan Curuchet      | Juan Curuchet     |
| 6.ª   | 5 de febrero | Circuito en Bragado          | 102      | Ángel Dario Colla  | Juan Curuchet     |
| 7.ª   | 6 de febrero | Bragado - Luján              | 150      | Alejandro González | Juan Curuchet     |

## Clasificación final
| Posición | Ciclista         | Equipo               | Tiempo |
| -------- | ---------------- | -------------------- | ------ |
|          | Walter Pérez     | Supermercados Toledo |        |
| 2        | Gustavo Toledo   | Supermercados Toledo |        |
| 3        | David Kenig      | Bianchi              |        |
| 4        | Walter Pérez     | Supermercados Toledo |        |
| 5        | Fernando Antogna | Supermercados Toledo |        |
| 6        | Gonzalo Salas    | Crush                |        |
| 7        | Edgardo Simón    | Supermercados Toledo |        |